# Lisa D. Cook
Lisa DeNell Cook es profesora de economía y relaciones internacionales en la Universidad Estatal de Míchigan y miembro del Comité Ejecutivo de la Asociación estadounidense de economía. Una autoridad en economía internacional, especialmente en la economía rusa, ha estado involucrada en el asesoramiento a los responsables políticos de la Administración de Obama a los gobiernos de Nigeria y Ruanda. Su investigación está en la intersección de la macroeconomía y la historia económica, con un trabajo reciente en historia de los afroamericanos y economía de la innovación. Como una de las pocas mujeres negras prominentes de la profesión de Economía, ha atraído la atención dentro de la profesión de la economía por sus esfuerzos en asesorar a las mujeres negras y abogar por su inclusión en el campo de la economía. 

## Temprana edad y educación
Cook participó en la integración escolar en Georgia cuando era niña, y todavía tiene cicatrices físicas por los ataques a niños negros que se matricularon en escuelas que anteriormente eran blancas. Es prima del químico Percy Julian. 
Leyó para obtener una licenciatura en Física y Filosofía (magna cum laude) del Spelman College en 1986. Procedió a la Universidad de Oxford como la primera Marshall Scholar de Spelman, donde obtuvo otra licenciatura en Filosofía, Política y Economía en 1988. Obtuvo una Maestría en Filosofía en la Universidad Cheikh Anta Diop de Dakar en Senegal. Después de un viaje de escalada en el monte Kilimanjaro con un economista, Cook comenzó a considerar seriamente obtener un doctorado en economía. Cook obtuvo un doctorado en economía de la Universidad de California en Berkeley en 1997 bajo la dirección de Barry Eichengreen y David Romer.

## Carrera
Cook fue miembro de la facultad de la Escuela Harvard Kennedy y la Escuela de negocios Harvard de 1997 a 2002, y pasó un año como asesora principal en finanzas y desarrollo en el Departamento del Tesoro de los Estados Unidos como miembro del Consejo de Relaciones Internacionales de Asuntos Internacionales de 2000 a 2001. Fue investigadora nacional e investigadora de la Institución Hoover de la Universidad de Stanford de 2002 a 2005. Cook asesoró al gobierno nigeriano sobre sus reformas bancarias en 2005, y al gobierno de Ruanda sobre el desarrollo económico. En 2005, Cook se unió a la Universidad Estatal de Míchigan como profesora asistente, convirtiéndose en profesora asociada titular en 2013. Se desempeñó como Economista Principal en el Consejo de Asesores Económicos de la Administración de Obama desde agosto de 2011 hasta agosto de 2012.
Al principio de su carrera, la investigación de Cook se centró en la economía internacional, particularmente en la economía rusa. Más tarde, ha ampliado su investigación sobre el crecimiento económico para centrarse en la historia económica de los afroamericanos. Su investigación sugirió que la violencia contra los afroamericanos bajo las leyes de Jim Crow condujo a un número de patentes reales menor al esperado. Junto con otros economistas, ha recopilado una base de datos de larga data sobre linchamiento en los Estados Unidos.
Desde 2016, ha dirigido el programa de verano de la Asociación americana de economía para estudiantes minoritarios subrepresentados. Se convirtió en miembro del Comité Ejecutivo de dicha asociación en 2019. Su aprendiz más conocida es Anna Gifty Opoku-Agyeman, con quien escribió artículos de opinión y participó en entrevistas abogando especialmente por la inclusión y el avance de las mujeres negras en la profesión económica.

### Trabajos seleccionados
- Cook, Lisa D. "Trade credit and bank finance: Financing small firms in Russia." Journal of Business venturing 14, no. 5-6 (1999): 493-518.
- Cook, Lisa D., and Jeffrey Sachs. "Regional public goods in international assistance." Kaul et al., Global public goods: international cooperation in the 21st century (1999): 436-449.
- Beny, Laura N., and Lisa D. Cook. "Metals or management? Explaining Africa's recent economic growth performance." American Economic Review Papers and Proceedings 99, no. 2 (2009): 268-74.
- Cook, Lisa D., and Chaleampong Kongcharoen. The idea gap in pink and black. No. w16331. National Bureau of Economic Research, 2010.
- Cook, Lisa D., Trevon D. Logan, and John M. Parman. "Distinctively black names in the American past." Explorations in Economic History 53 (2014): 64-82.
- Cook, Lisa D. "Violence and economic activity: evidence from African American patents, 1870–1940." Journal of Economic Growth 19, no. 2 (2014): 221-257.